# Marjatta Rasi

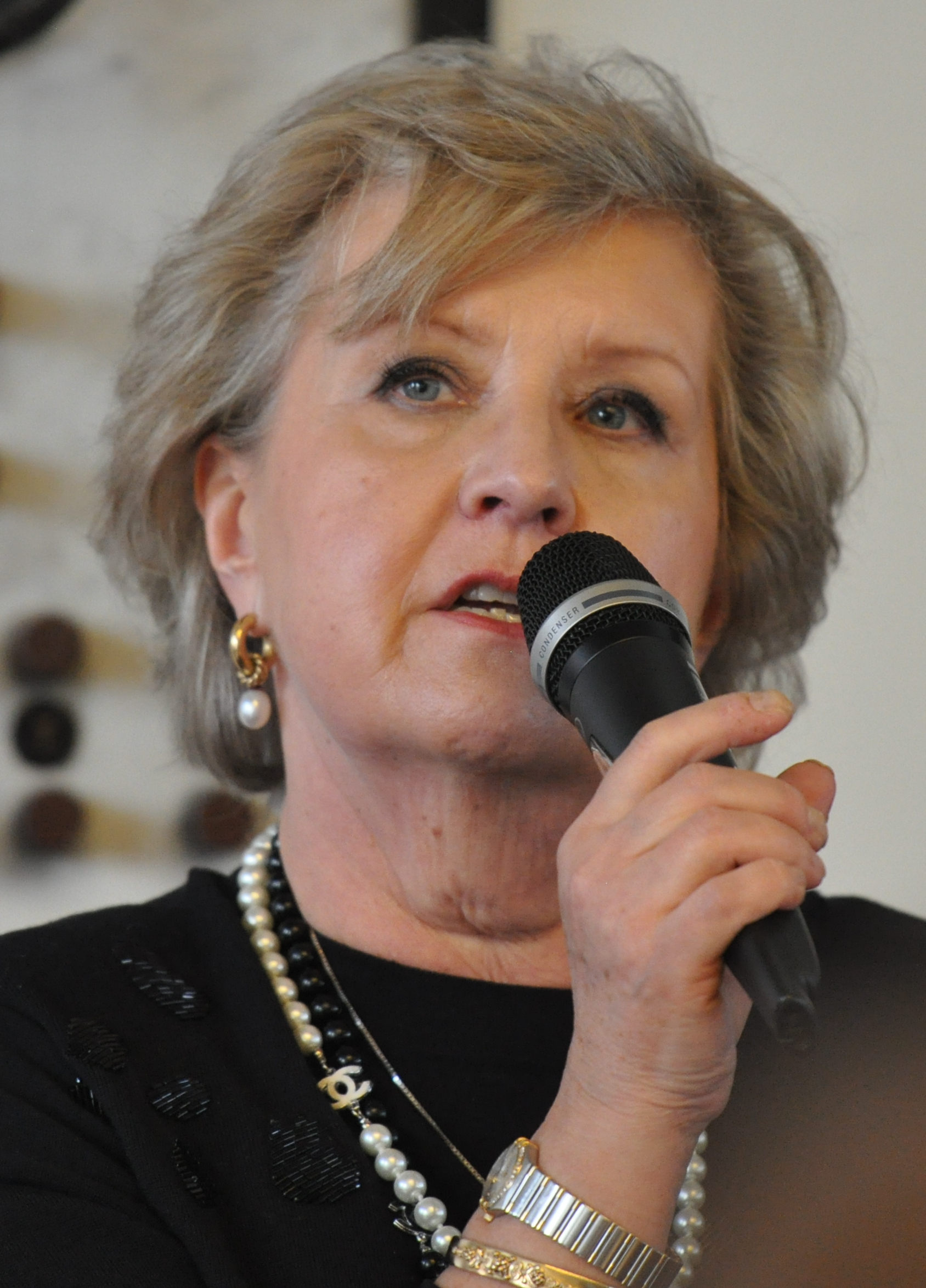
Marjatta Rasi, 2015

Satu Marjatta Rasi (* 29. November 1945 in Punkalaidun; † 23. Mai 2021 in Helsinki) war eine finnische Diplomatin und Politikerin der Nationalen Sammlungspartei. Sie war von 1991 bis 1995 die finnische Botschafterin in Indien und von 2009 bis 2013 die finnische Botschafterin in Österreich.

## Ausbildung
1969 machte Marjatta Rasi einen Bachelorabschluss in Rechtswissenschaft (LLB) an der Universität Helsinki.

## Diplomatischer Werdegang
1970 wurde sie Attaché im finnischen Außenministerium. Ihren ersten Auslandseinsatz hatte sie 1972 als zweite Botschaftssekretärin in London, ab 1974 in der gleichen Position in Paris. Von 1977 bis 1979 war sie Erste Abteilungssekretärin im Außenministerium und von 1979 bis 1983 Gesandte bei der Ständigen Vertretung Finnlands bei den Vereinten Nationen. In dieser Funktion war sie zum Beispiel 1982 Mitglied der Commission on the Status of Women (CSW) des Wirtschafts- und Sozialrates der Vereinten Nationen. Von 1983 bis 1986 war sie Gesandte im finnischen Außenministerium. 1986 wurde sie im Ministerium Direktorin der UN-Sektion der politischen Abteilung. Ab 1987 war sie stellvertretende Vertreterin Finnlands bei den Vereinten Nationen. In dieser Rolle war sie zuständige Vorsitzende des Ausschusses für die Resolution 661 des UN-Sicherheitsrates, bei der nach der Invasion Kuwaits Sanktionen gegen den Irak beschlossen wurden.
1991 hatte sie ihren ersten Einsatz als Botschafterin Finnlands. Als Nachfolger von Jyrki Aimonen, der Botschafter in Polen wurde, wurde sie Botschafterin in Neu-Delhi. Mitakkreditiert war sie für Bangladesch, Sri Lanka, Nepal und Bhutan. In Nepal wurde sie ab 1992 zusätzlich von einem Geschäftsträger unterstützt. Der erste finnische Botschafter in Kathmandu wurde noch im selben Jahr (1992) Kalevi Ahti.

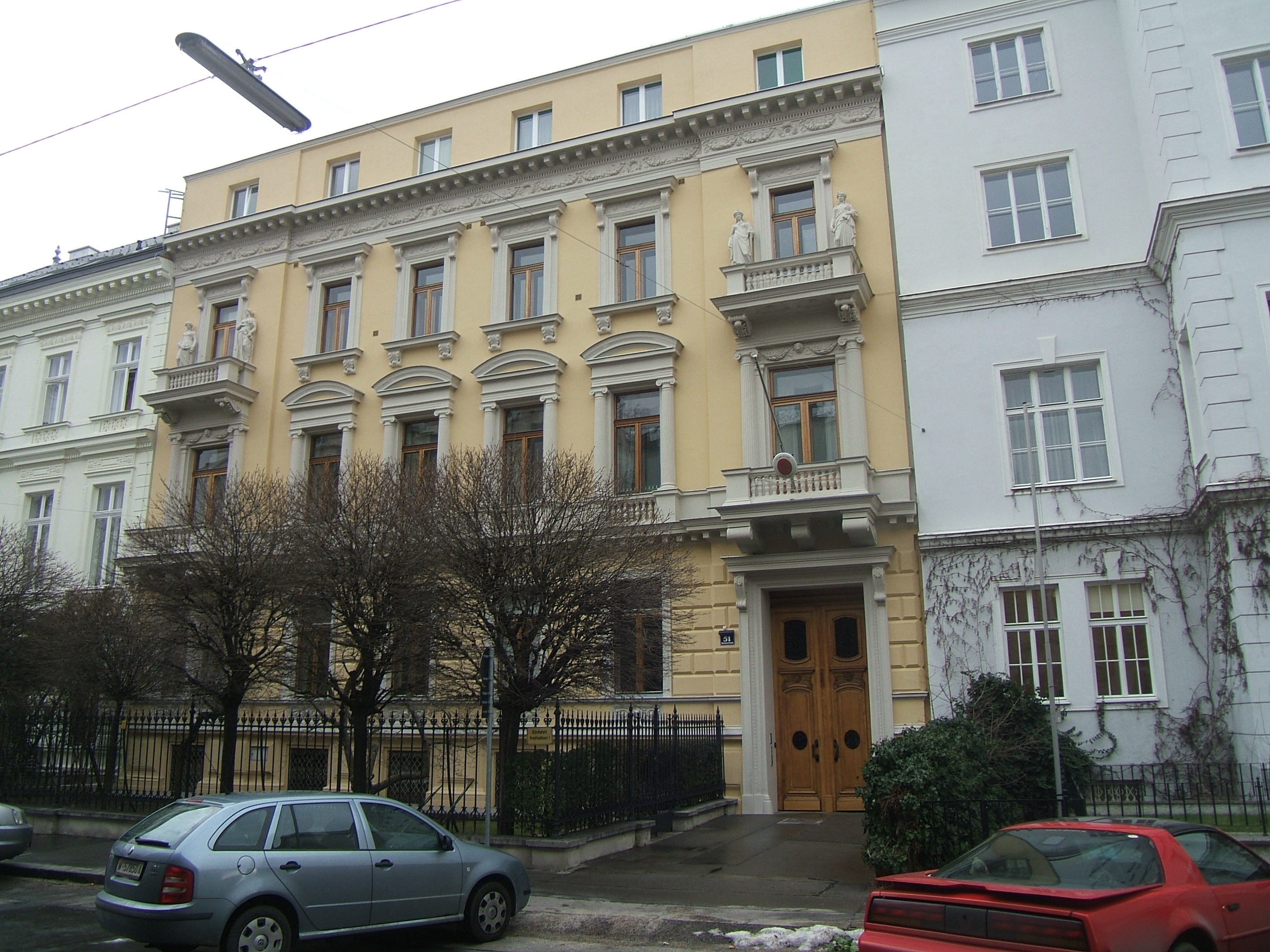
Die finnische Botschaft in Wien, 2009

1995 wurde Marjatta Rasi Generaldirektorin der Abteilung für Internationale Entwicklungsbeziehungen im Außenministerium. Vom 1. Juni 1998 bis 2005 war sie Permanente Vertreterin Finnlands bei den Vereinten Nationen. Innerhalb dieser Zeit war sie von 2000 bis 2002 Vorstandsmitglied der International Peace Academy (inzwischen International Peace Institute), einer den Vereinten Nationen angeschlossene Forschungs- und Entwicklungsorganisation, und von 2002 bis 2003 Vizepräsidentin des Wirtschafts- und Sozialrates der Vereinten Nationen.
Danach kehrte sie nach Finnland zurück und war von 2005 bis 2009 Ministerialdirektorin für Fragen der Entwicklungspolitik und -zusammenarbeit im Außenministerium, ein Rang, der in Finnland dem Unterstaatssekretär entspricht. Während dieser Zeit wurde sie im März 2007 Mitglied der Advisory Group des Peacebuilding Funds (PBF) der Kommission für Friedenskonsolidierung (PBC) der Vereinten Nationen.
2009 wurde sie als Nachfolgerin von Kirsti Kauppi Botschafterin in Österreich. Die Akkreditierung erfolgte am 14. Oktober 2009 beim Bundespräsidenten Heinz Fischer. Sie war gleichzeitig Ständige Vertreterin Finnlands beim Büro der Vereinten Nationen in Wien (UNOV), der Internationalen Atomenergie-Organisation (IAEO), der Organisation der Vereinten Nationen für industrielle Entwicklung (UNIDO) sowie der Organisation des Vertrages über das umfassende Verbot von Nuklearversuchen (CTBTO). Alle diese Organisationen haben ihren Sitz in Wien. 2013 wurde sie in Wien von Anu Laamanen abgelöst.
Bei der Europawahl 2014 kandidierte sie gemeinsam mit Kai Pöntinen für die konservative Nationale Sammlungspartei.

## Auszeichnungen
- 2011: Großes Goldenes Ehrenzeichen am Bande für Verdienste um die Republik Österreich[6]